# Blidărești, Cluj
Blidărești (în maghiară Tálosfalva) este un sat în comuna Bobâlna din județul Cluj, Transilvania, România.

## Galerie foto

Așezarea satelor pe harta comunei
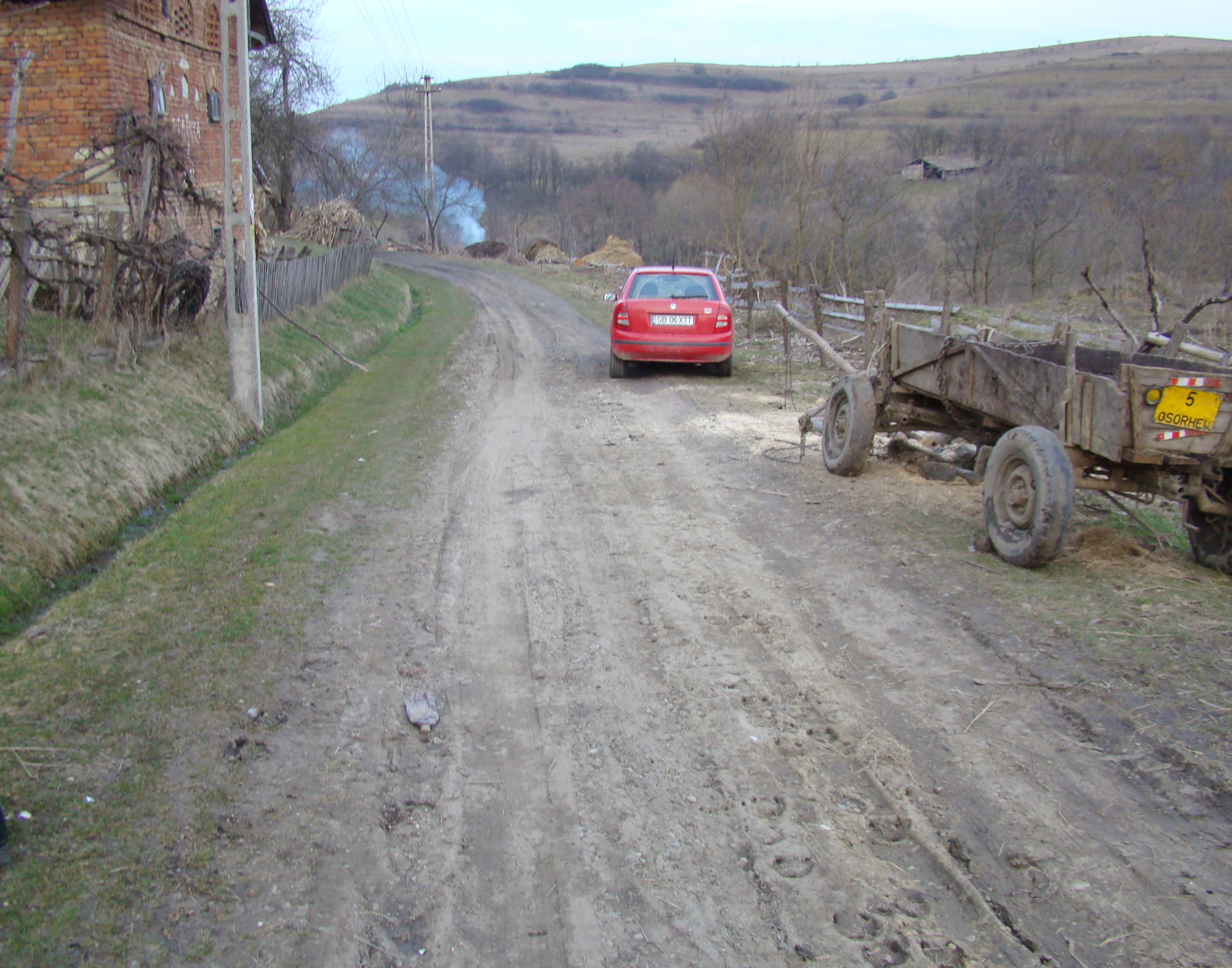
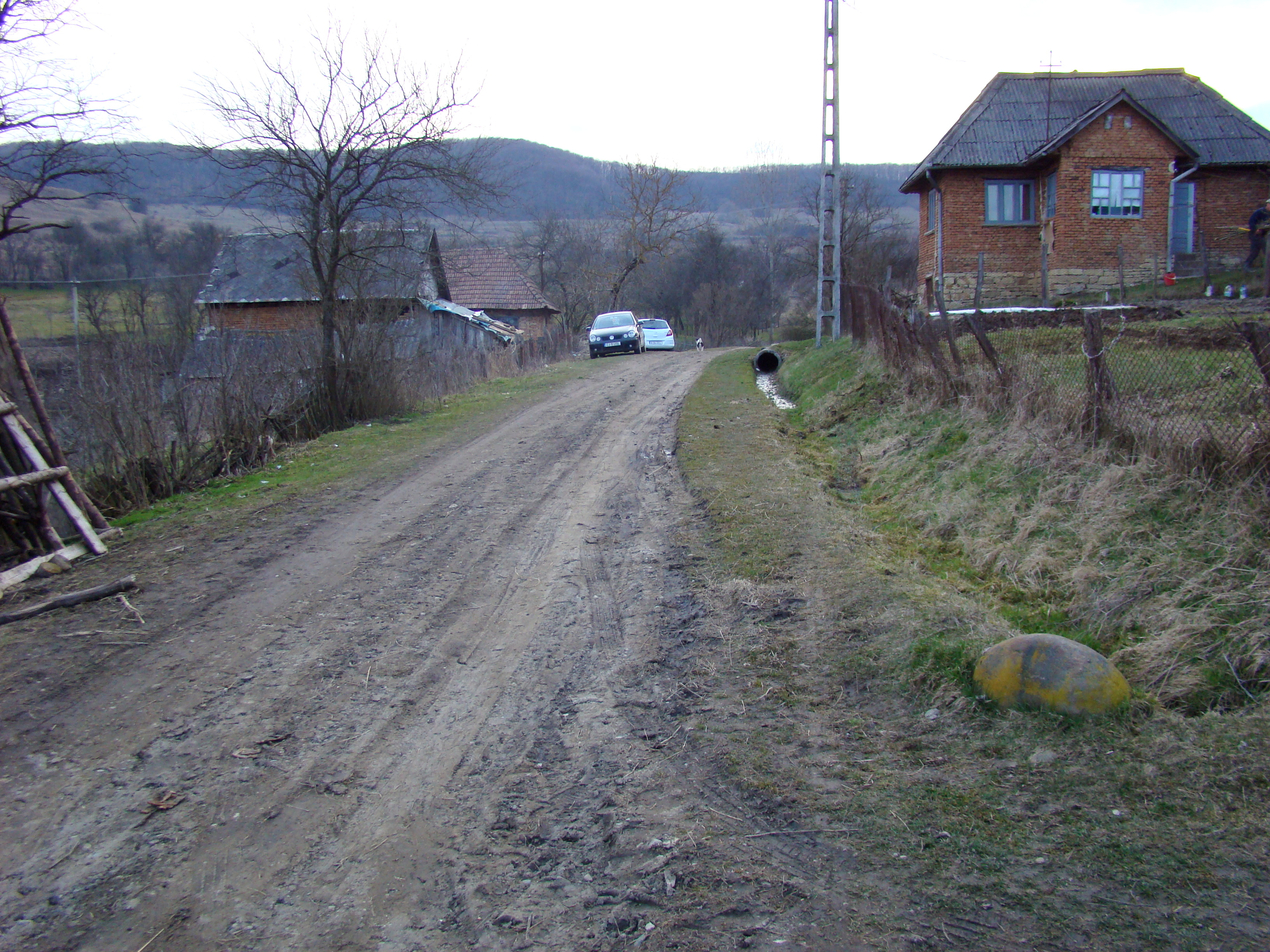
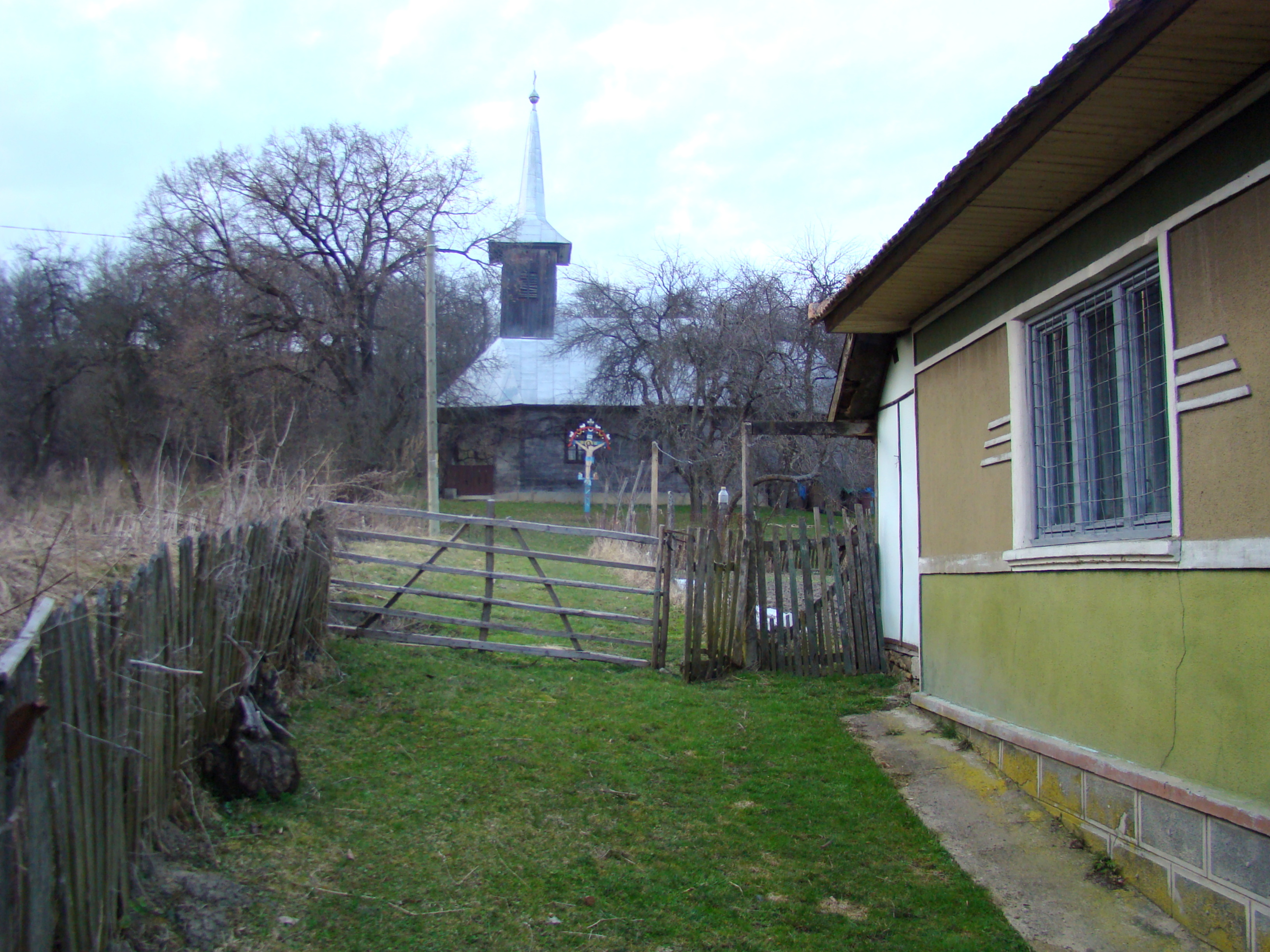
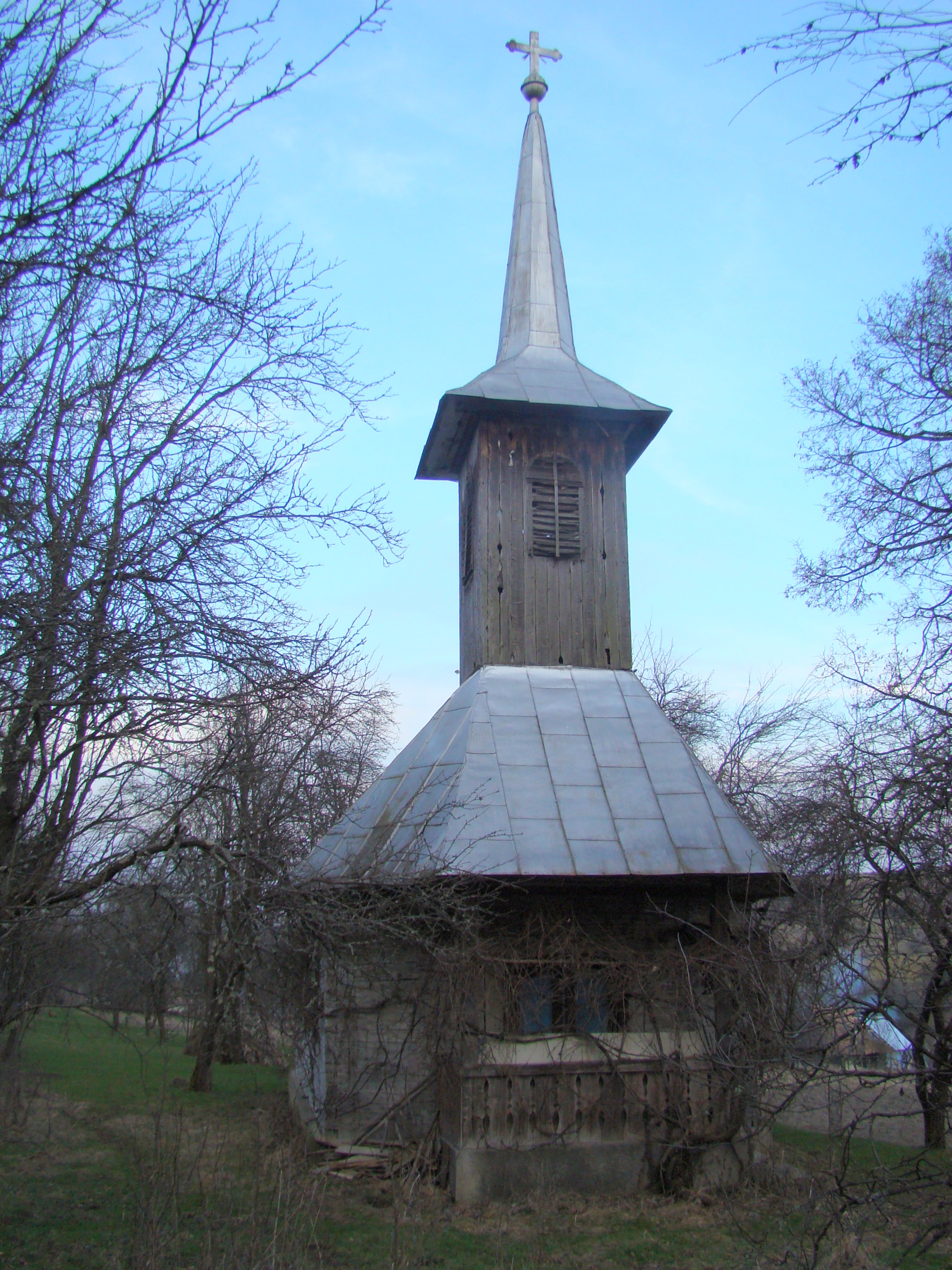
Biserica de lemn

## Legături externe
Materiale media legate de Blidărești la Wikimedia Commons